# Ahoko

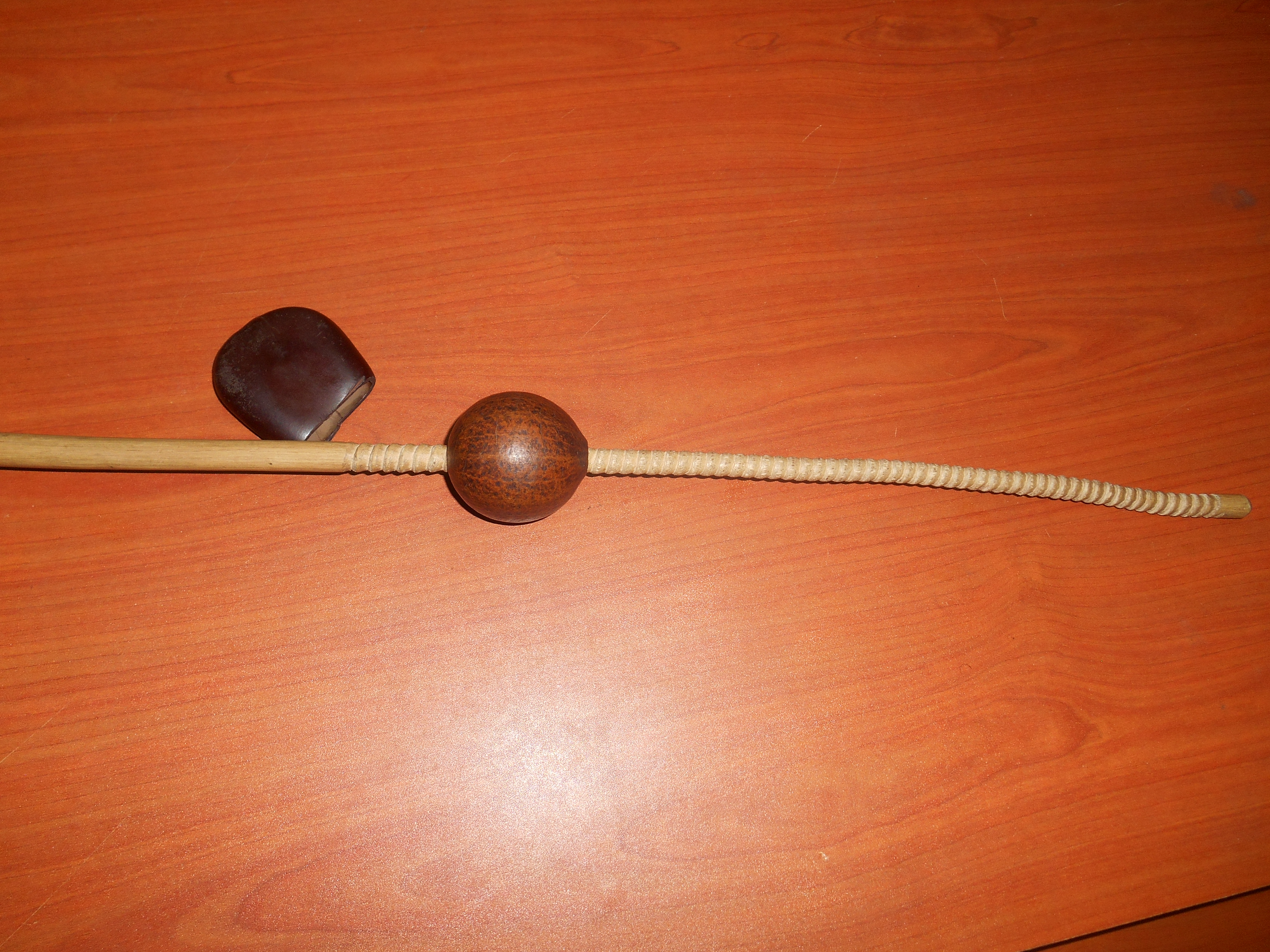
Un Ahoco.

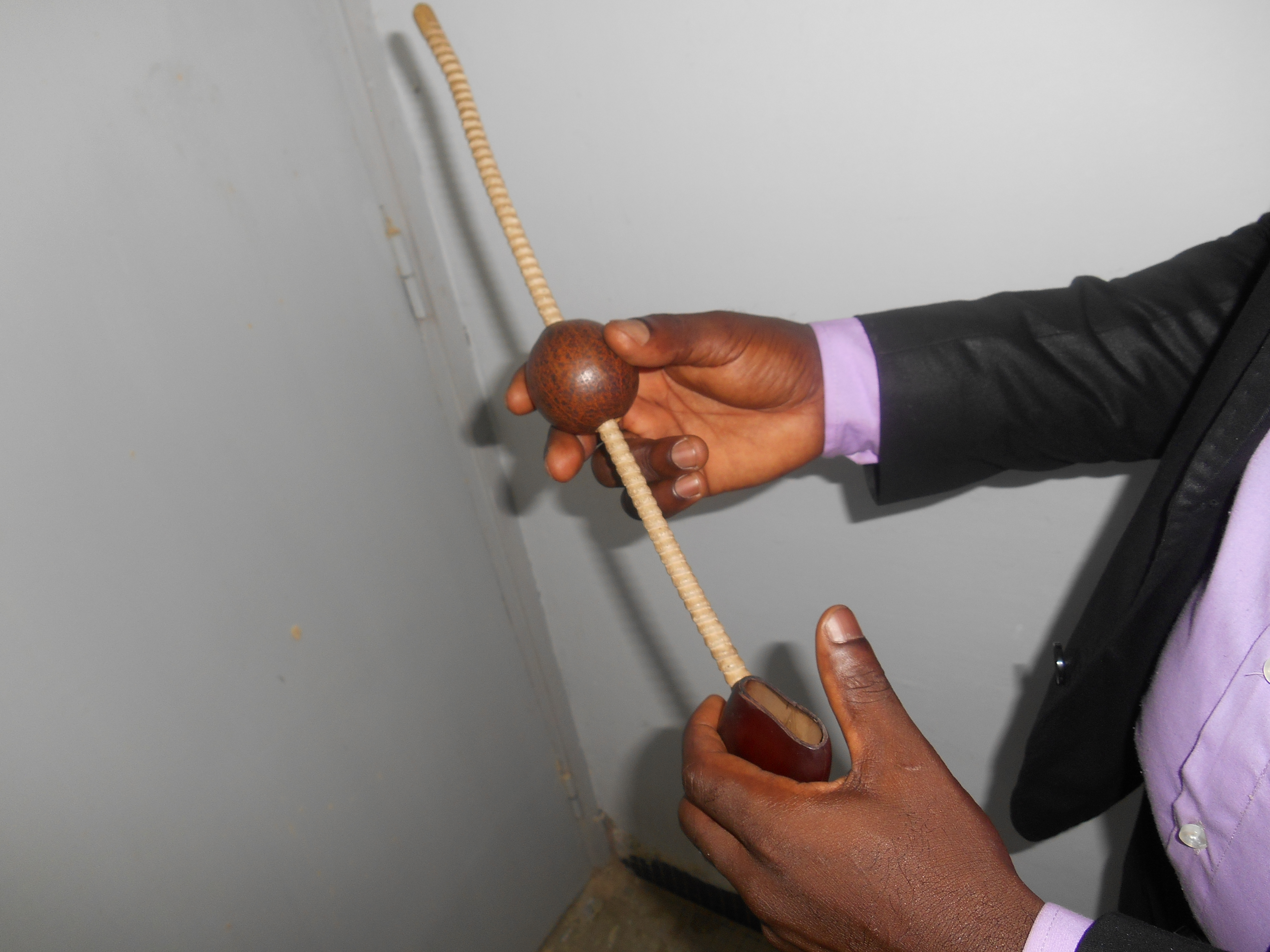
Un Ahoco tenu en situation de jeu.

L'Ahoko est un instrument de musique traditionnelle des Baoulés de Côte d'Ivoire, promu par l'artiste chanteuse ivoirienne Antoinette Konan. Il s'agit d'un bâton strié que l'on racle à l'aide d'un racleur, qui est un fruit sec évidé et d'un amplificateur qui est une coquille de noix aplatie et évidée elle aussi.